# تیمرا
شهر تیمرا (به سوئدی: Timrå) در بخش تیمرا در کشور سوئد واقع شده‌است. جمعیت این شهر ۸۵۷٫۱۲ نفر است.

## نگارخانه

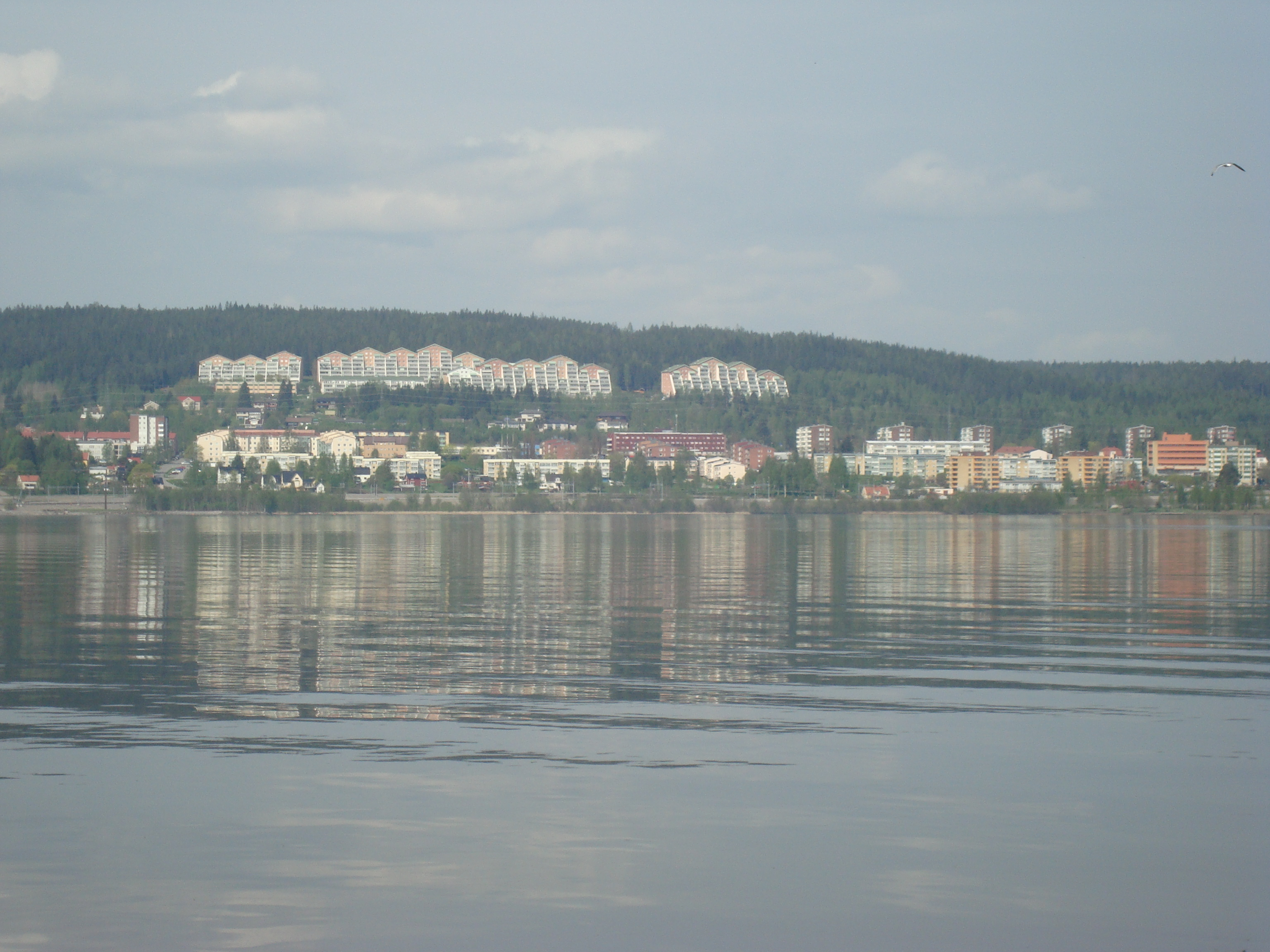
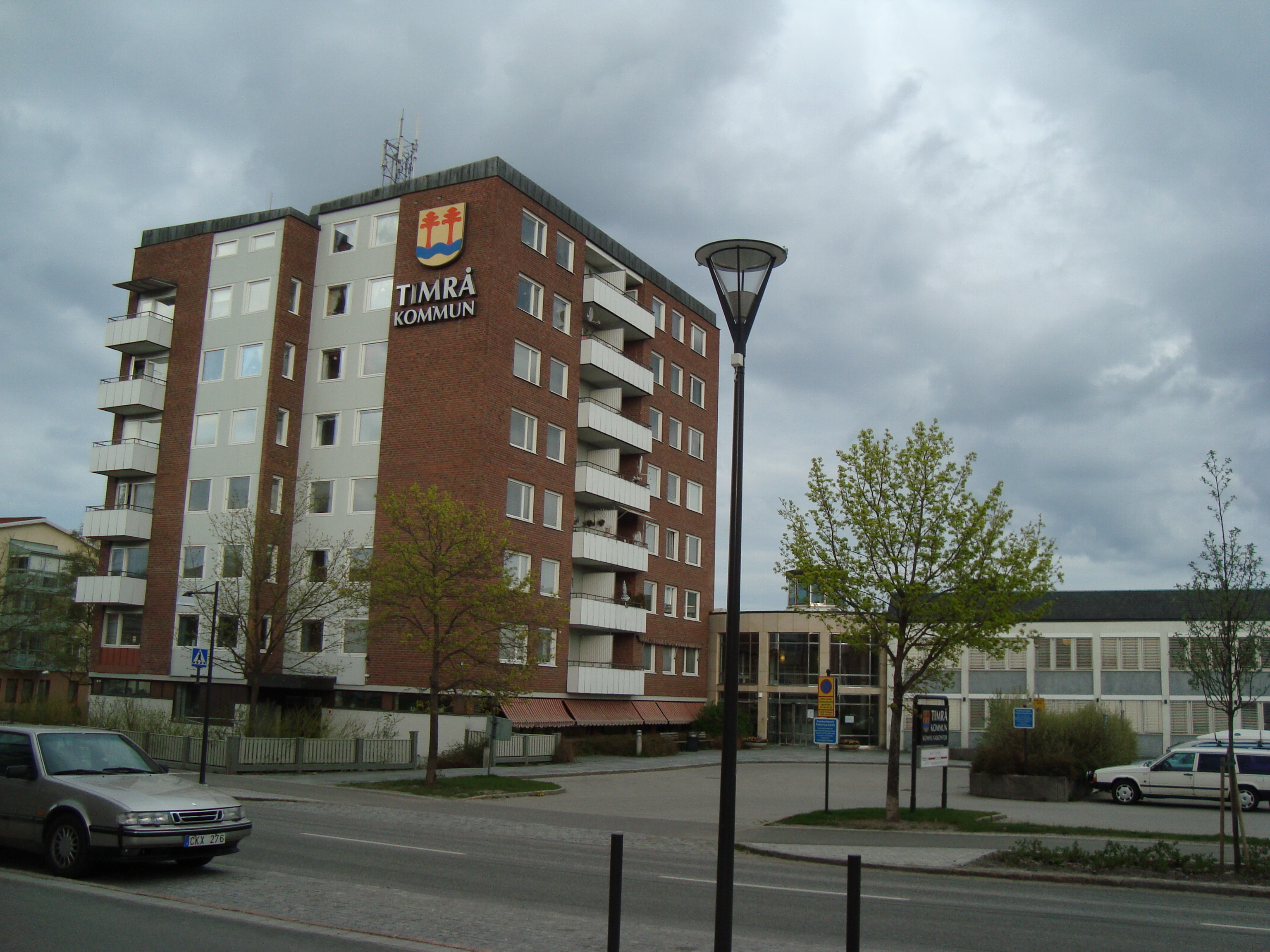
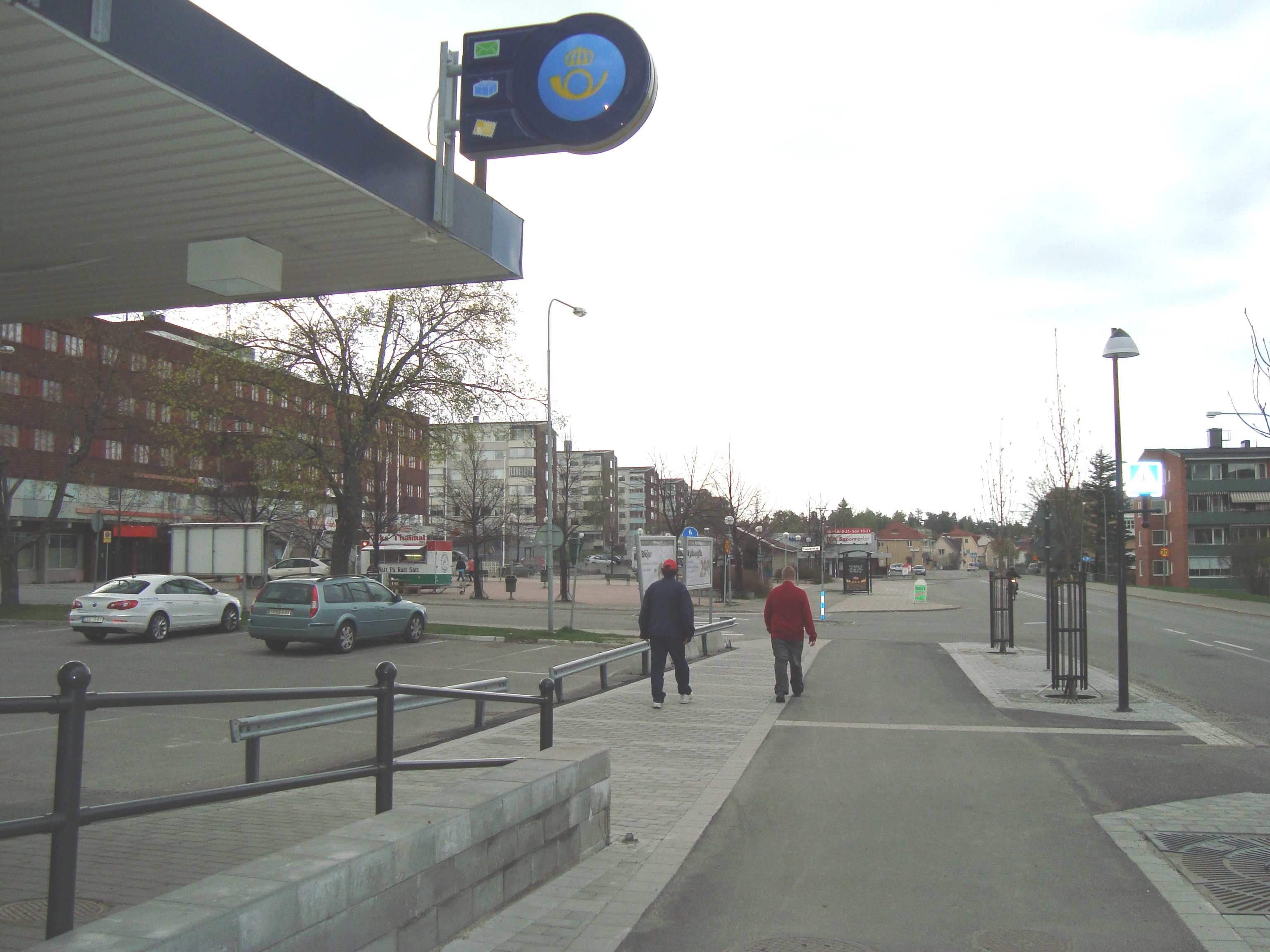
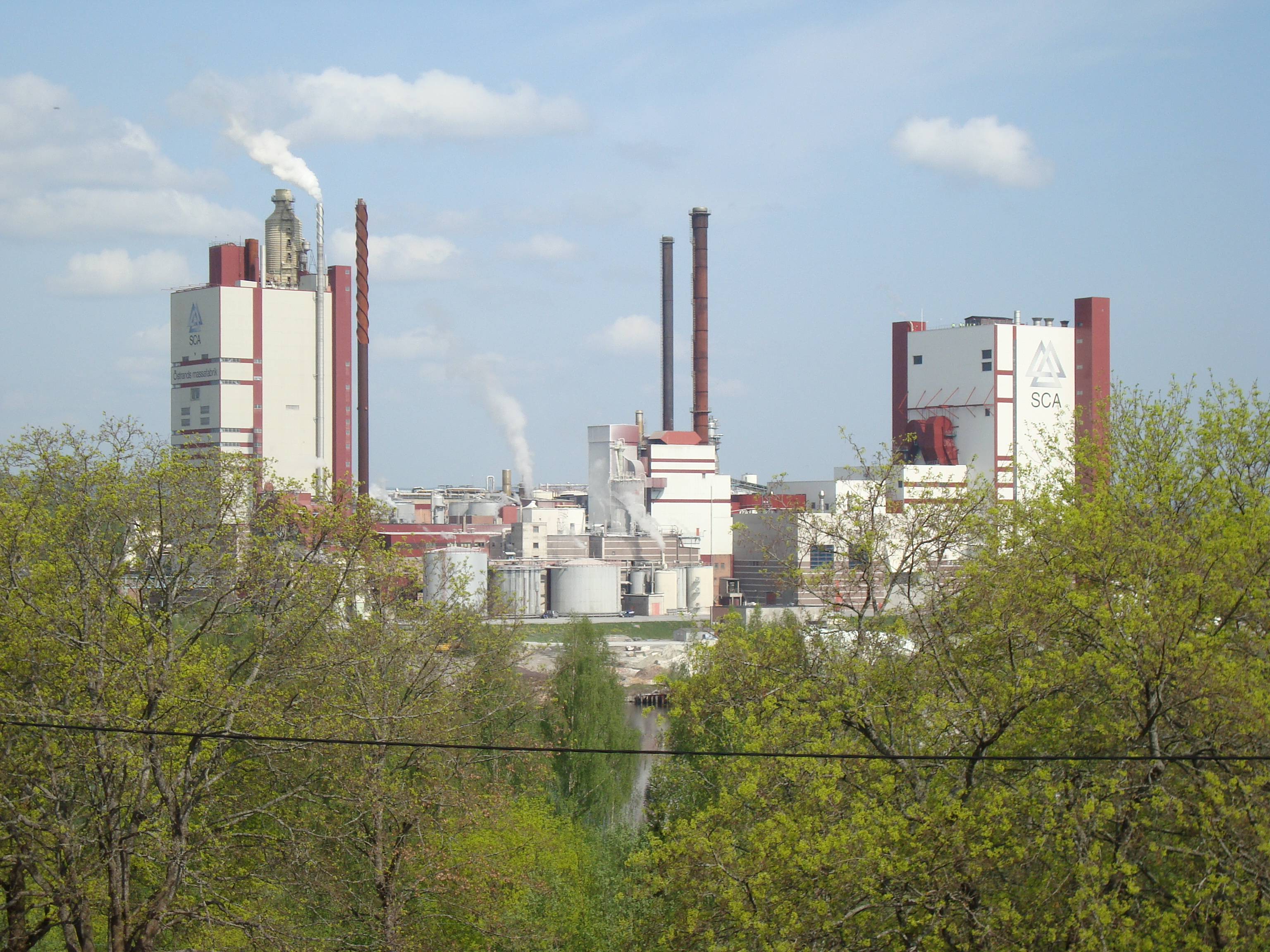